# Heart & Soul (Joe Cocker)
Heart & Soul è un album, composto unicamente da cover, di Joe Cocker pubblicato nel 2004.
Al disco partecipano tra gli altri Eric Clapton, Steve Lukather, Jeff Beck, Chris Botti e Vinnie Colaiuta.

## Tracce
(Titolo, Autore/i, Durata, Interprete originale)
1. "What's Going On" (Renaldo Benson, Al Cleveland, Marvin Gaye) – 5:15 [Marvin Gaye, 1971]
2. "Chain of Fools" (Don Covay) – 3:46 [Aretha Franklin, 1967]
3. "One" (U2) – 4:36 [U2, 1992]
4. "I (Who Have Nothing)" (Carlo Donida Labati, Jerry Leiber, Mike Stoller, Julio Rapetti) – 4:03 [Ben E. King, 1963]
5. "Maybe I'm Amazed" (Paul McCartney) – 3:24 [Paul McCartney, 1970]
6. "I Keep Forgettin'" (Leiber, Stoller) – 3:36 [Chuck Jackson, 1962]
7. "I Put a Spell on You" (Jalacy "Screamin' Jay" Hawkins) – 4:33 [Screamin' Jay Hawkins, 1956]
8. "Every Kind of People" (Andy Fraser) – 4:20 [Robert Palmer, 1978]
9. "Love Don't Live Here Anymore" (Miles Gregory) – 4:16 [Rose Royce, 1978]
10. "Don't Let Me Be Lonely Tonight" (James Taylor) – 3:42 [James Taylor, 1972]
11. "Jealous Guy" (John Lennon) – 4:08 [John Lennon, 1971]
12. "Everybody Hurts" (Bill Berry, Peter Buck, Mike Mills, Michael Stipe) – 5:19 [R.E.M., 1993]